# Chalcotropis caelodentata
Chalcotropis caelodentata är en spindelart som beskrevs av Anna Maria Sibylla Merian 1911. Chalcotropis caelodentata ingår i släktet Chalcotropis och familjen hoppspindlar. Inga underarter finns listade i Catalogue of Life.